# João Calibita
Giovanni Calibita (Roma, século V - Constantinopla, cerca de 450) foi um monge de origem romana que se mudou para Constantinopla onde viveu em extrema pobreza como eremita; ele é reverenciado como um santo pela Igreja Católica.

## Hagiografia

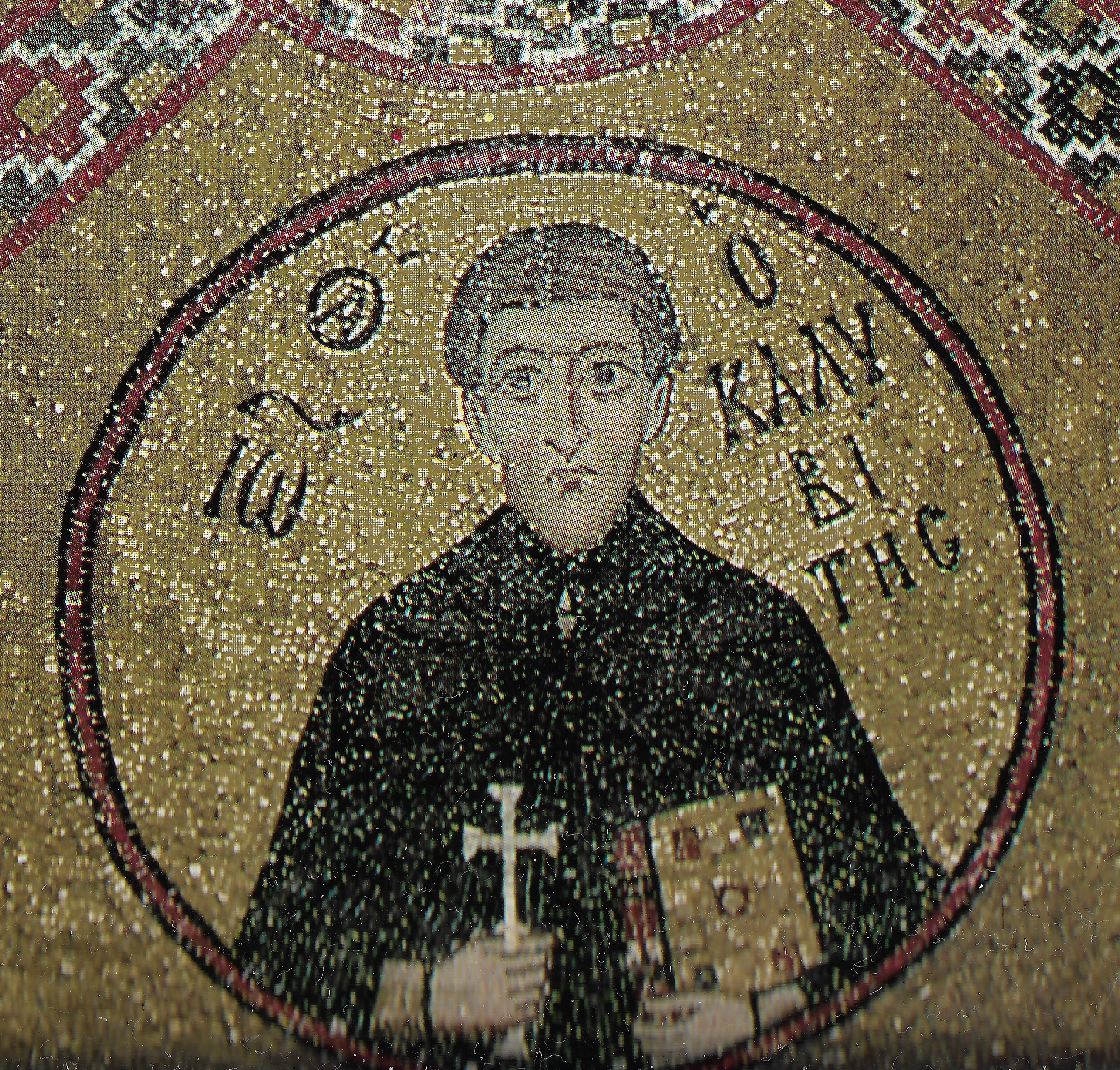
Mosaico representando São João Calibita no mosteiro de São Lucas na Beócia

De acordo com uma paixão lendária, que tem muitos pontos em comum com as dos santos Aleixo e Onésimo, João era filho de uma nobre família romana: fugido da casa de seu pai, retirou-se perto de Constantinopla e tornou-se religioso entre os monges acemitas.
Mais tarde, ele voltou a morar em sua própria casa, sem ser reconhecido por seus pais, morando em um casebre miserável (em grego: kalýbe, daí o nome de "Calibita"), e revelou sua identidade apenas quando sentiu a morte se aproximando.
Seu refúgio em Constantinopla foi transformado em igreja. O bispo Formoso, antes de se tornar papa, mandou construir uma igreja também em Roma, na Ilha Tibre: um mosteiro beneditino foi então anexado ao edifício, confiado pelo Papa Gregório XIII à Ordem de San Giovanni di Dio (1584) onde tornou-se um hospital, hoje o Hospital San Giovanni Calibita Fatebenefratelli.

## Culto
O memorial litúrgico é 15 de janeiro. Padroeiro do município de Caloveto (cs).

## Outros projetos
- Wikimedia Commons contiene immagini o altri file su Giovanni Calibita